# Weltmeisterschaften im Bogenschießen 1957
Die Weltmeisterschaften im Bogenschießen 1957 wurden vom 18. bis 21. Juli in der tschechoslowakischen Hauptstadt Prag ausgetragen.

## Ergebnisse Recurvebogen
| Disziplin         | Gold                                                               | Silber                                                         | Bronze                                                   |
| ----------------- | ------------------------------------------------------------------ | -------------------------------------------------------------- | -------------------------------------------------------- |
| Männer Einzel     | Ozziek Smathers                                                    | Joseph Fries                                                   | Sylvester Chessman                                       |
| Frauen Einzel     | Carole Meinhart                                                    | Ann Clark                                                      | Betty Schmidt                                            |
| Männer Mannschaft | Vereinigte Staaten Ozziek Smathers Joseph Fries Sylvester Chessman | Schweden Sten-Erik Carlsson Alf Holstensson Karl-Erik Thorsson | Finnland Väinö Ansala Olavi Kallionpää Birger Weurlander |
| Frauen Mannschaft | Vereinigte Staaten Carole Meinhart Ann Clark Betty Schmidt         | Tschechoslowakei Eliška Šafránková Irena Brizová Věra Kutilová | Großbritannien Joyce Warner Sadia Miles Patricia Flower  |

## Medaillenspiegel
| Platz  | Land               | Gold | Silber | Bronze | Gesamt |
| ------ | ------------------ | ---- | ------ | ------ | ------ |
| 1      | Schweden           | 2    | –      | 2      | 4      |
| 2      | Finnland           | 1    | 1      | –      | 2      |
| 3      | Vereinigte Staaten | 1    | –      | –      | 1      |
| 4      | Dänemark           | –    | 2      | –      | 2      |
| 5      | Frankreich         | –    | 1      | 1      | 2      |
| 6      | Belgien            | –    | –      | 1      | 1      |
| Gesamt | Gesamt             | 4    | 4      | 4      | 12     |